# Leo Heinrichs

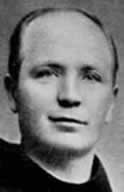

Leo Heinrichs (ur. 15 sierpnia 1867 zm. 23 lutego 1908) – Sługa Boży Kościoła katolickiego, franciszkanin, duchowny katolicki.

## Życiorys
Joseph Heinrichs urodził się 15 sierpnia 1867 roku, w Oestrich niedaleko Erkelenz, Westfalia w Niemczech. Joseph Heinrichs studiował w niższym seminarium, potem wyemigrował do Stanów Zjednoczonych. W dniu 4 grudnia 1886 roku otrzymał habit franciszkański i imię zakonne Leo. 8 grudnia 1890 roku i został wyświęcony na kapłana 26 lipca 1891 roku. W dniu 23 lutego 1908 roku odprawił mszę podczas rozdawania komunii św. został zastrzelony przez Giuseppe Alia. Proces beatyfikacyjny Leo Heinrichs rozpoczął się w 1938 roku.
Zabójca został skazany na karę śmierci przez powieszenie. Wyrok został wykonany 15 lipca 1908 roku. 